# كنيسة سيستينا

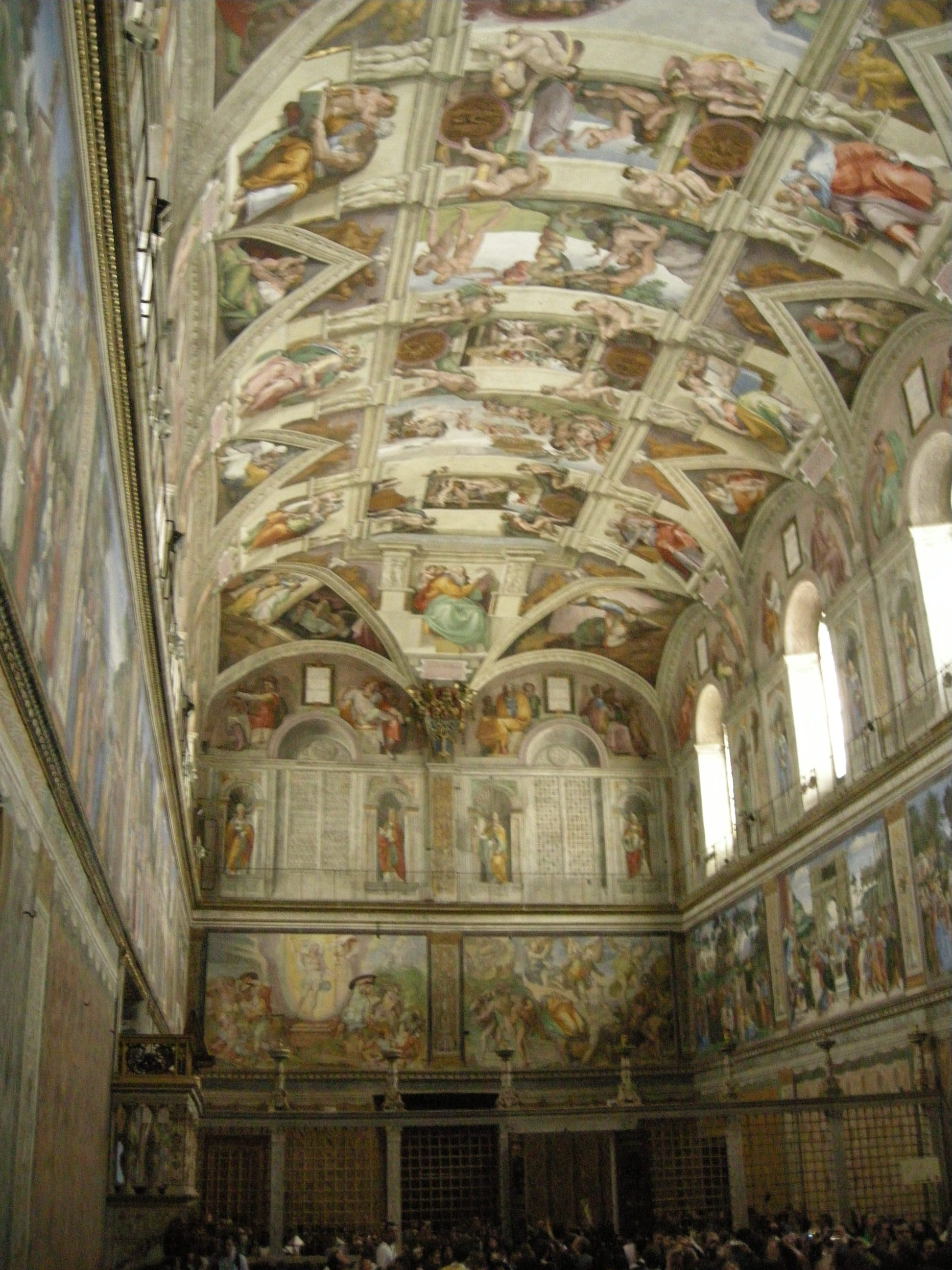
كنيسة سيستين من الداخل ورسمها الفنان ميكيلانجيلو بين عامي 1508 - 1512.

كنيسة سيستينا (بالإيطالية: Cappella Sistina)‏ هي أكبر كنيسة موجودة بالقصر الباباوي الذي يعتبر المقر الرسمي للبابا في مدينة الفاتيكان.

## المعمار الفريد
تشتهر الكنيسة بمعمارها الفريد، والمستوحى من ذكر معبد سليمان بالعهد القديم. وتشتهر أيضا بلوحاتها الجدارية التي رسمت بأيدي كبار فناني عصر النهضة ومنهم ميكيلانجيلو، رافاييل، بيرنيني وساندرو بوتيتشيلي.

## سقف الكنيسة
قام ميكيلانجيلو -تحت رعاية البابا يوليوس الثاني- برسم لوحات غطت 12 ألف قدم مربع (1100 متر مربع) هي كل مساحة سقف الكنيسة. وقد استغرق هذا العمل السنوات بين 1508 و 1512. ولقد شعر ميكيلانجيلو بالاستياء من عمله بعد ذلك، معتقدا أن ما فعله خدم البابا وحده، وأعطاه ما كان يحتاجه بشدة من العظمة والجلال. وعلى الرغم من ذلك فإن ذلك السقف، يعتبر في يومنا هذا من أعظم إنجازات مايكل آنجلو، وخصوصا لوحته الحكم الأخير .

## اسم الكنيسة
وتستمد الكنيسة اسمها من اسم البابا سيستوس الرابع، والذي قام بتجديد الكنيسة الكبرى Cappella Magna بين عامي 1477 و 1480.

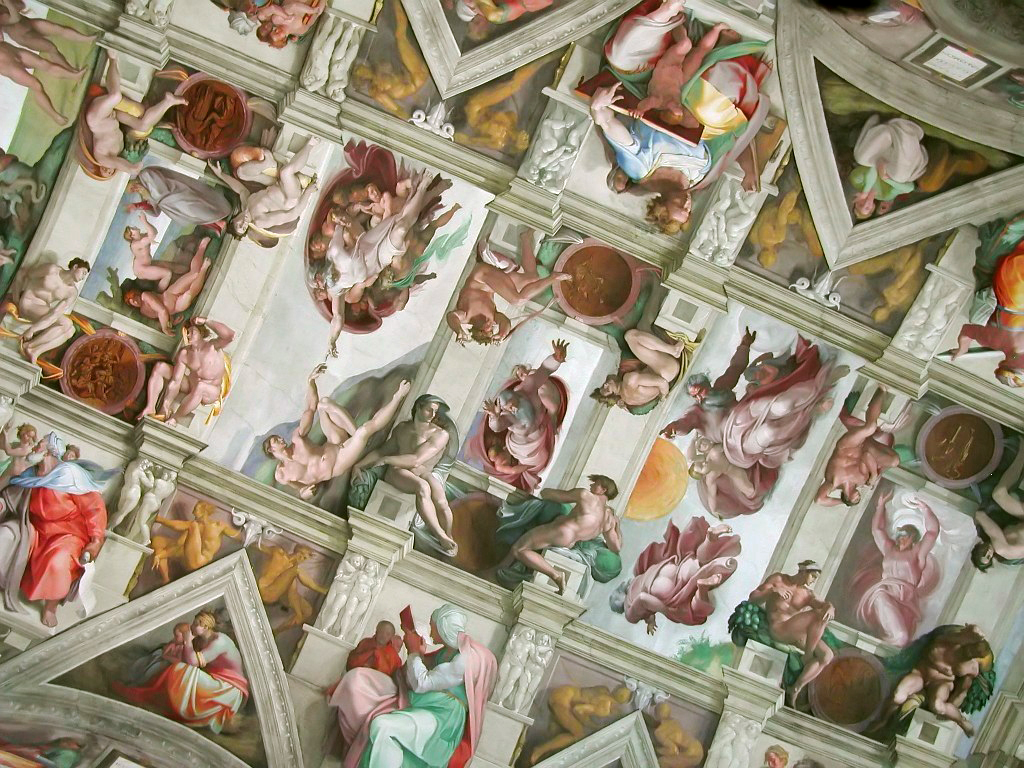
جزء من سقف كنيسة سيستين ، بالفاتيكان ، وترى فيها لوحة خلق آدم (الثانية من اليسار).

## صورة السقف بالكامل

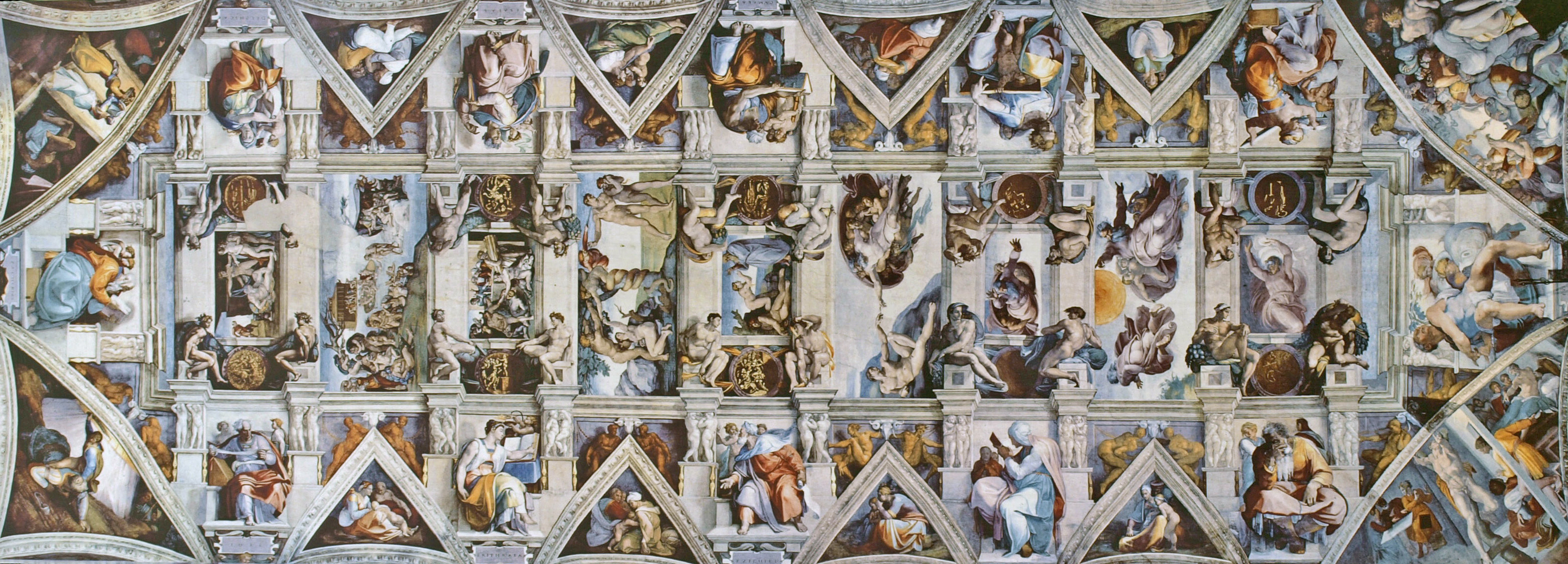
السقف الذي رسمه ميكيلانجيلو واسغرق فيه 4 سنوات : ونرى فيه صورة الخروج من الجنة (الرابعة من اليسار) و صورة خلق آدم الشهيرة (السادسة من اليسار).

## رسم لوحة الحساب الأخير
بعدما انتهى ميكيلانجيلو من رسم سقف كنيسة سيستين في عام 1512 مر 23 سنة حتى وكّل البابا كليمنت السابع له برسم الحائط الكبير للكنيسة ؛ وهو الحائط الذي يقع خلف منضدة المذبح، وكان ذلك في عام 1535 . واختار ميكلانجيلو موضوع الحساب الأخير (ميكيلانجيلو) . وضع ميكيلانجيلو تصميمه في عام 1535 وبدأ رسم الحائط الضخم، حتى انتهى منه في عام 1541 ، وكان ذلك في عهد البابا يولوس الثالث.

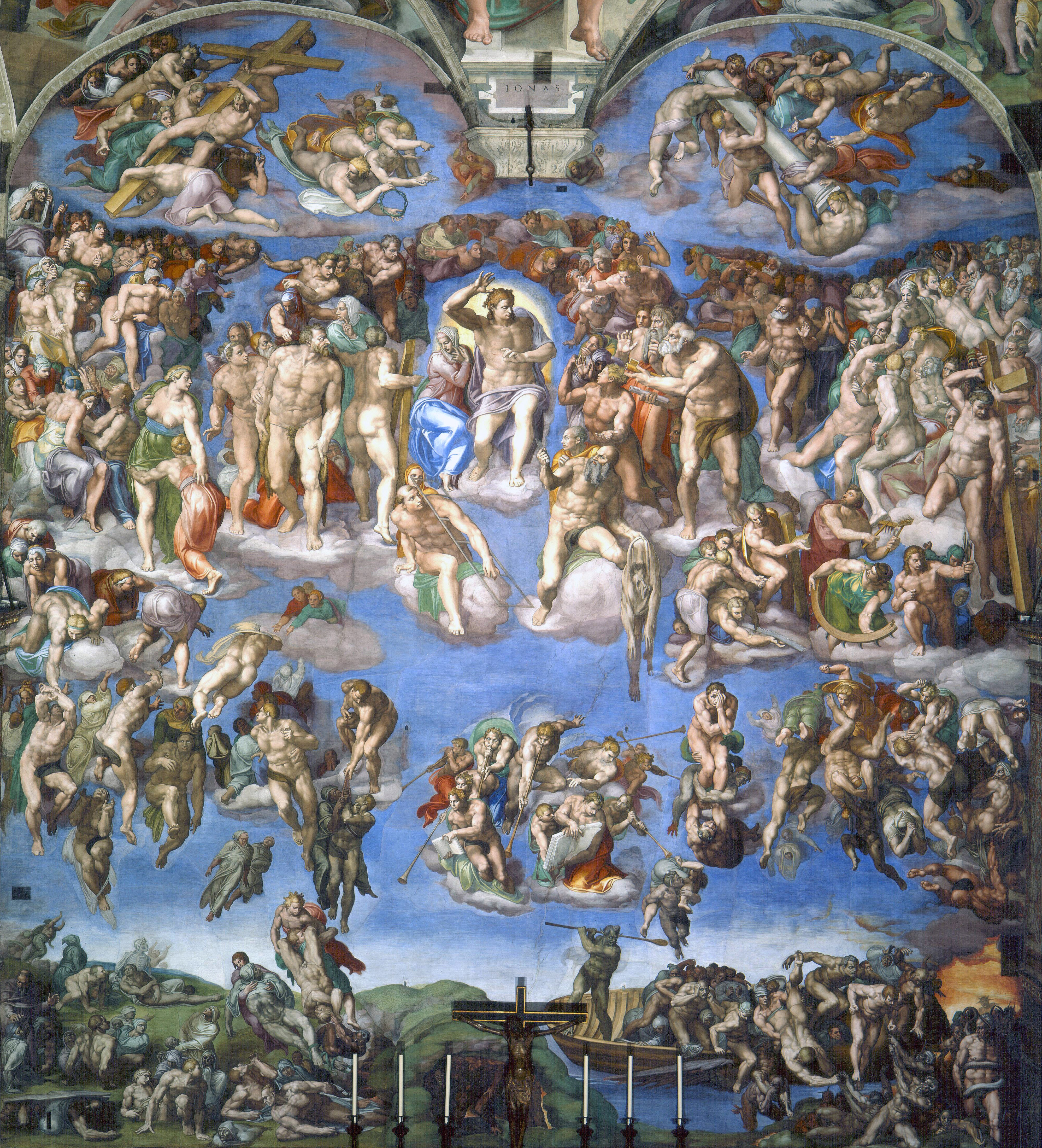
صورة الحساب الأخير على حائط مذبح كنيسة سيستين بالفاتيكان.

صورة الحكم الأخير: وهي تبين، حسب الاعتقاد المسيحي، المسيح وخلفة العذراء مريم في وسط الصورة وحولهم نحو 70 من الناس والملائكة . يقوم المسيح بمحاسبة الناس على أعمال دنياهم . أناس مباركون صاعدون، وأناس هابطون لسوء ما فعلوه في الدنيا، وكثير من الملائكة يقومون بنشاطات مختلفة.

## معرض صور

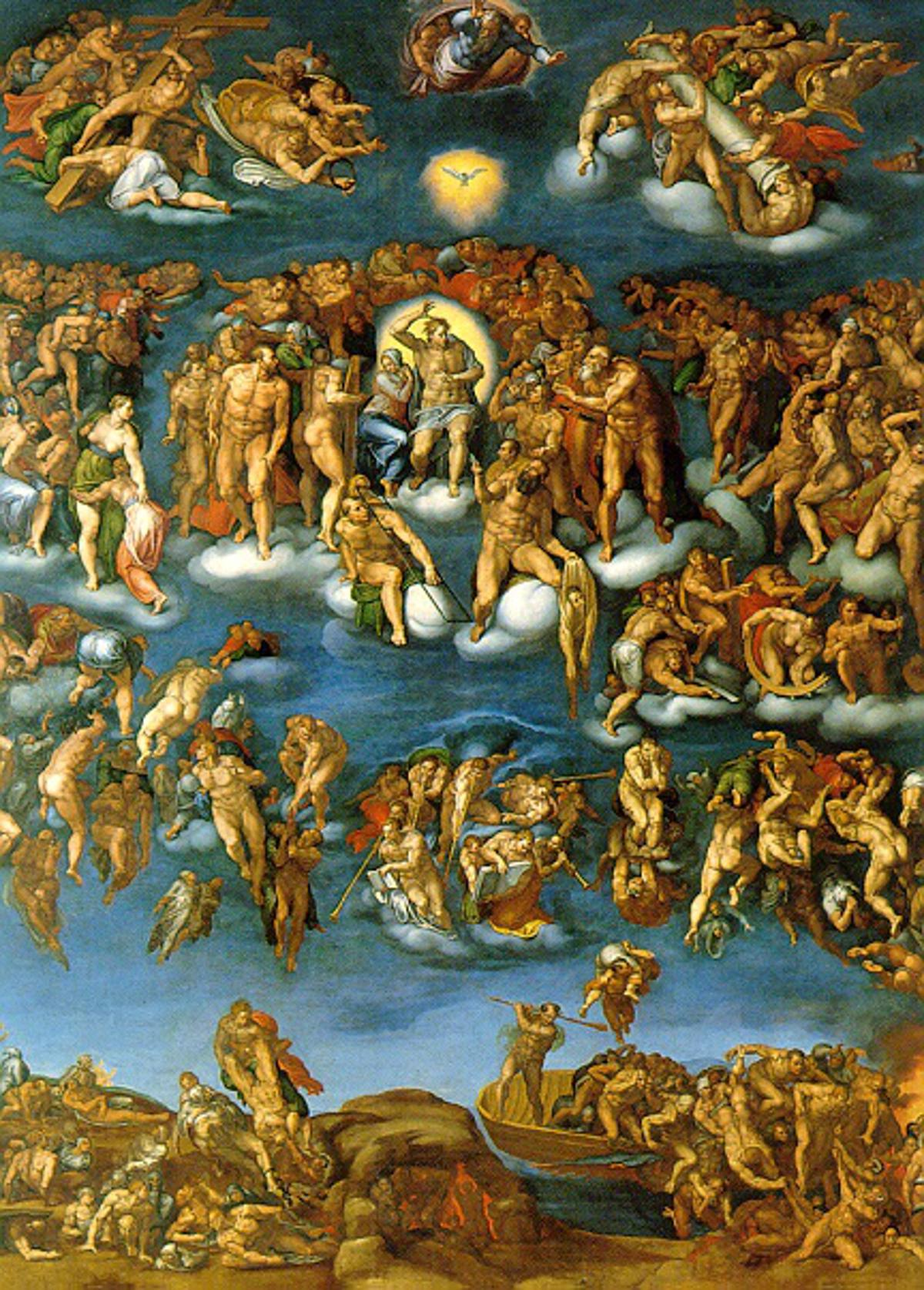
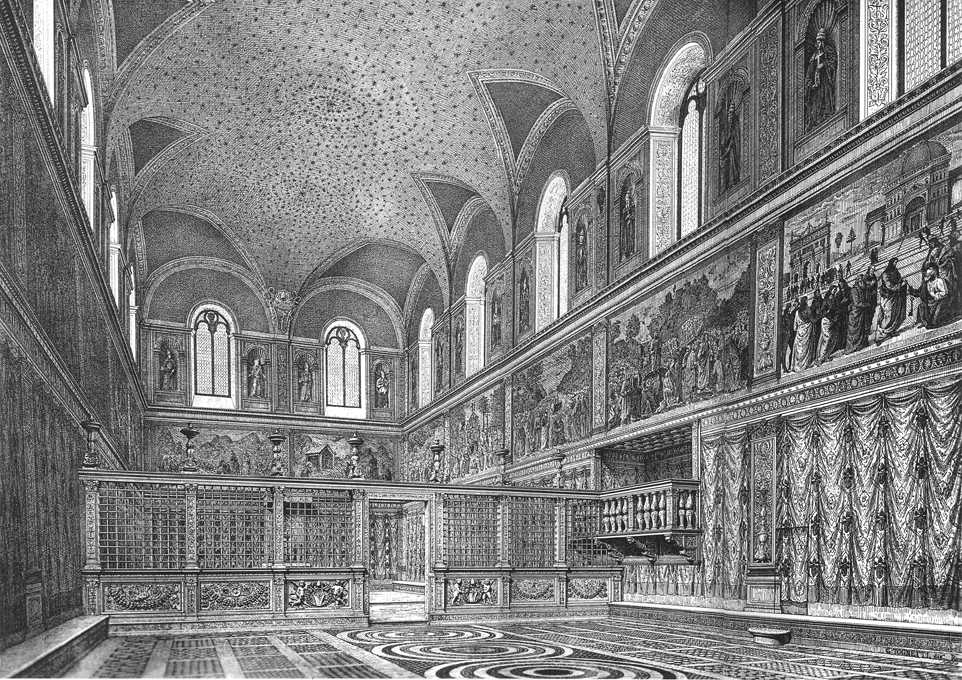
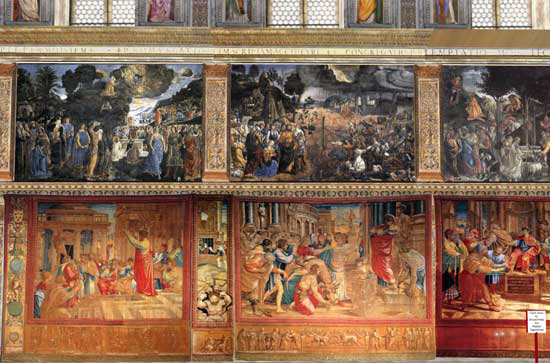
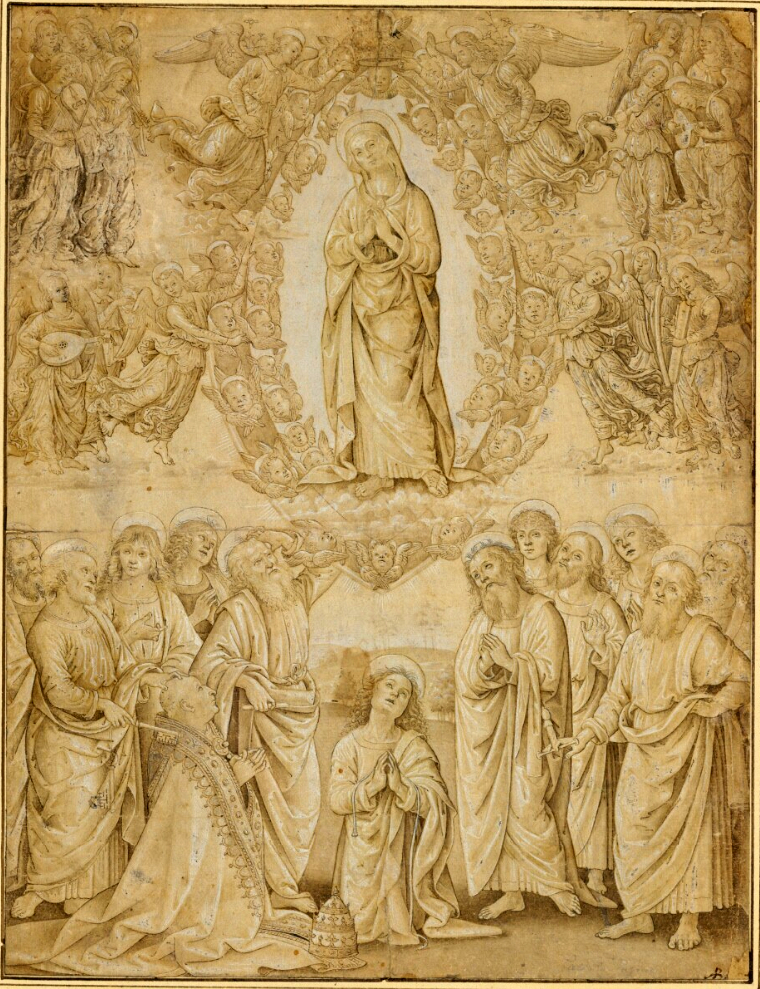